# 132 (číslo)
Sto třicet dva je přirozené číslo. Následuje po číslu sto třicet jedna a předchází číslu sto třicet tři. Řadová číslovka je stý třicátý druhý nebo stodvaatřicátý. Římskými číslicemi se zapisuje CXXXII.

## Matematika
Sto třicet dva je
- abundantní číslo.
- nešťastné číslo.
- nepříznivé číslo.
- šesté Catalanovo číslo

- součin dvou sousedních přirozených čísel (11·12)

- nejmenší číslo, které lze vyjádřit jako součet všech různých dvouciferných čísel, která lze vytvořit z jeho číslic (12 + 13 + 21 + 23 + 31 + 32 = 132.)

- neexistuje číslo, které, sečteno se svým ciferným součtem, dává výsledek 132.

## Chemie
- 132 je nukleonové číslo nejběžnějšího izotopu xenonu a nejméně běžného přírodního izotopu barya.[1]

## Kosmonautika
STS-132 byla mise amerického raketoplánu Atlantis k Mezinárodní vesmírné stanici ISS. Cílem letu byla doprava a instalace ruského modulu MIM-1/MRM-1 (Malyj Issledovatel'skij Modul 1 / Mini Research Module 1) alias Rassvet na ISS. Během mise se uskutečnily celkem 3 výstupy do kosmu jejichž hlavním úkolem byla výměna akumulátorů v nosníku ITS-P6.

## Doprava
- Silnice II/132 je česká silnice II. třídy vedoucí na trase Jarošov nad Nežárkou – Žirovnice – Počátky – Horní Cerekev[2]

## Roky
- 132
- 132 př. n. l.